# Aundhi
Aundhi fou un principat de l'Índia del tipus zamindari, al tahsil de Brahmapuri, districte de Chanda a les Províncies Centrals. La superfície de l'estat era de 54 km² i la població el 1881 de 1.066 habitants, amb majoria d'homes (553) sobre dones (513). La religió dominant al principat era la hindú.